# راف كاف

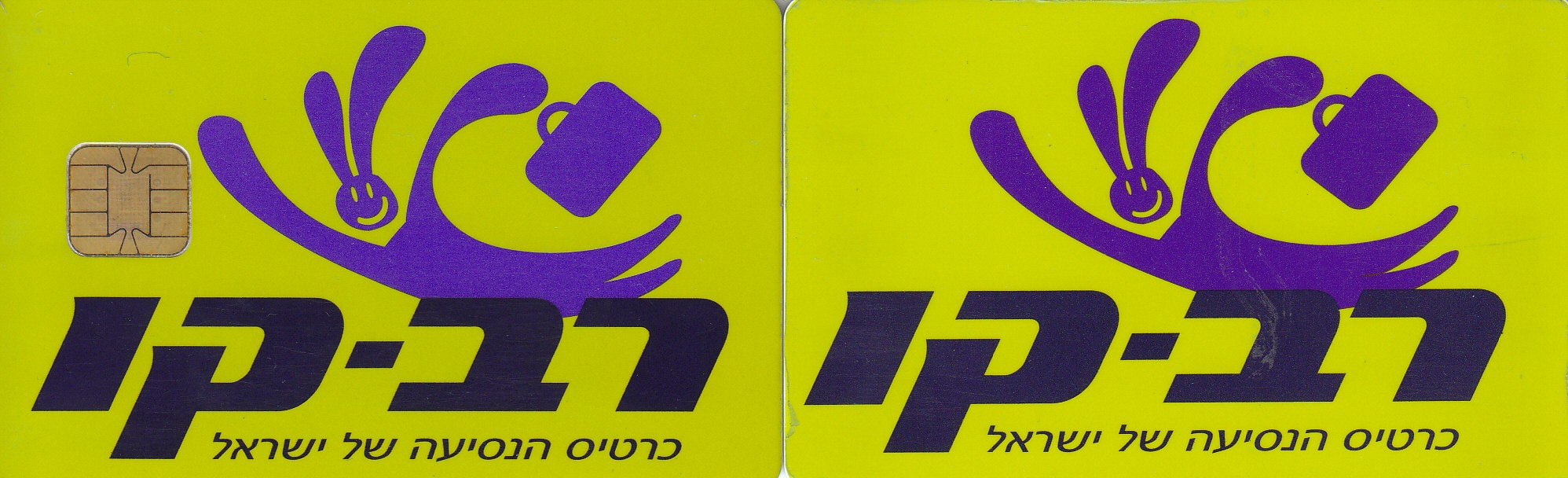
بطاقتين راف-كاف، إحداهُما مع شريحةٍ إلكترونيةٍ والأُخرى بدونها.

راف-كاف (بالعبرية: רב-קו "راڤ-كاڤ"، وتعني: متعدد الخطوط) هي بطاقة ذكية تُستخدم لدفع أُجرة خُطوط المواصلات العامة في إسرائيل مثل الحافلات وخُطوط السكك الحديدية. حيث يتم شحنها مُسبقًا من خلال أماكن وأجهزة مُخصصة لذلك أو من خلال الموقع الرسمي في الإنترنت. يتم تمرير وقراءة البطاقة في جهازٍ مُخصص لذلك يتواجد عند سائقي الحافلات أو عند بوابات الدخول في محطات القطار والقطار الخفيف والكرمليت والمترونيت.

## وصلات خارجية
- الموقع الرسمي (بالعبرية)